# Ivan et Aleksandra
Pour plus de détails, voir Fiche technique et Distribution.
Ivan et Aleksandra (Иван и Александра, Ivan i Aleksandra) est un film bulgare réalisé par Ivan Nichev, sorti en 1989.

## Synopsis
L'histoire de deux enfants dans la Bulgarie de 1952.

## Fiche technique
- Titre : Ivan et Aleksandra
- Titre original : Иван и Александра (Ivan i Aleksandra)
- Réalisation : Ivan Nichev
- Scénario : Ivan Nichev
- Musique : Bozhidar Petkov
- Photographie : Georgi Nikolov
- Montage : Ani Cherneva
- Société de production : Boyana Film
- Pays :  Bulgarie
- Genre : Drame
- Durée : 80 minutes
- Dates de sortie : 
  -  Bulgarie : 27 février 1989

## Distribution
- Kliment Corbadziev : Ivan
- Simeon Savov : Moni
- Monika Budjonova : Aleksandra
- Bashar Rahal : Cvetan
- Tomina Lazova : Svetla
- Borislav Chouchkov : Krasimir
- Ivan Trichkov : Ogi
- Maria Statulova : la mère d'Aleksandra
- Andrey Andreev : le père d'Aleksandra
- Maria Naydenova : la mère d'Ivan
- Hristo Garbov : le père d'Ivan

## Distinctions
Le film a été présenté en sélection officielle en compétition lors de Berlinale 1989.